# Lada Largus
Lada Largus este un autoturism bazat pe prima generație de Dacia Logan MCV. Nu este vândută în România, dar este în Republica Moldova.